# Schnella outimouta
Espèce
Synonymes
Selon Tropicos (30 août 2024)
- Bauhinia outimouta Aubl. - Basionyme
- Bauhinia coronata Benth.
- Bauhinia riparia Mart. ex Benth.
- Bauhinia riparia Splitg. ex Benth.
- Bauhinia rubiginosa Bong.
- Bauhinia speciosa Roxb.
- Bauhinia speciosa Vogel
- Bauhinia superba Steud.
- Schnella rubiginosa (Bong.) Benth.

Selon GBIF (30 août 2024)
- Bauhinia aimouta Steud.
- Bauhinia coronata Benth.
- Bauhinia dubia Vogel
- Bauhinia marowijnensis Kleinhoonte
- Bauhinia outimouta Aubl. - Basionyme
- Bauhinia riparia Splitg.
- Bauhinia riparia Splitg. ex Kleinh.
- Bauhinia rubiginosa Bong.
- Binaria coronata (Benth.) A.Schmitz
- Binaria rubiginosa (Bong.) A.Schmitz
- Phanera dubia Vaz
- Phanera outimouta (Aubl.) L.P.Queiroz
- Schnella coronata (Benth.) Pittier
- Schnella rubiginosa (Bong.) Benth.

Schnella outimouta est une espèce de plantes à fleurs de la famille des Fabaceae. C'est une liane trouvée en Amérique du Sud.
Elle est connue en Guyane sous les noms génériques de liane Échelle tortue (créole), Wahitye ariβra, Wahitye avudiga (Palikur), au Venezuela sous les noms de Bejuco de cadena, Bejuco de cadena marrón, et au Brésil comme Mororó.

## Description
Schnella outimouta est une liane.

En 1952, Lemée en propose la description suivante de Protium heptaphyllum :

« B. rubiginosa Bong. (B. coronata Benth., peut-être B. outimoutou Aubl. selon J. Amshoff : S .-Amer. Papil. 3). Grande liane avec vrilles, tiges comprimées, jeunes rameaux et inflorescences tomenteuses-ferrugineusès ou velues ; feuilles de 0,05-0,15 sur 0,02-0,06, bifoliolées ou profondément bilobées, folioles ou lobes acuminés ou obtus 4-5-nervées, glabres luisantes en dessus, poilues-rousses en dessous, coriaces ; grappes denses, souvent paniculées, boutons 5-lobés au sommet, pétales obovales onguiculés velus, ovaire velu, gousse de, 0,06-0,10 sur 0,03, tomenteuse apiculée. - Signalé par Sagot. »

— Albert Lemée, 19523.

## Répartition
Schnella outimouta est présent de la Colombie au Brésil, en passant par le Venezuela, le Guyana, le Suriname, la Guyane, la Bolivie, et le Pérou.

## Écologie
Schnella outimouta pousse dans les forêts de plaine à feuilles persistantes, et les forêts-galeries, à 100-900 m d'altitude.
La morpho-anatomie de ses feuilles a été étudiée,, ainsi que son pollen.

## Usages
Les feuilles et l'écorce de la tige sont utilisées dans la médecine populaire du Brésil à diverses fins, notamment contre le diabète.

## Protologue

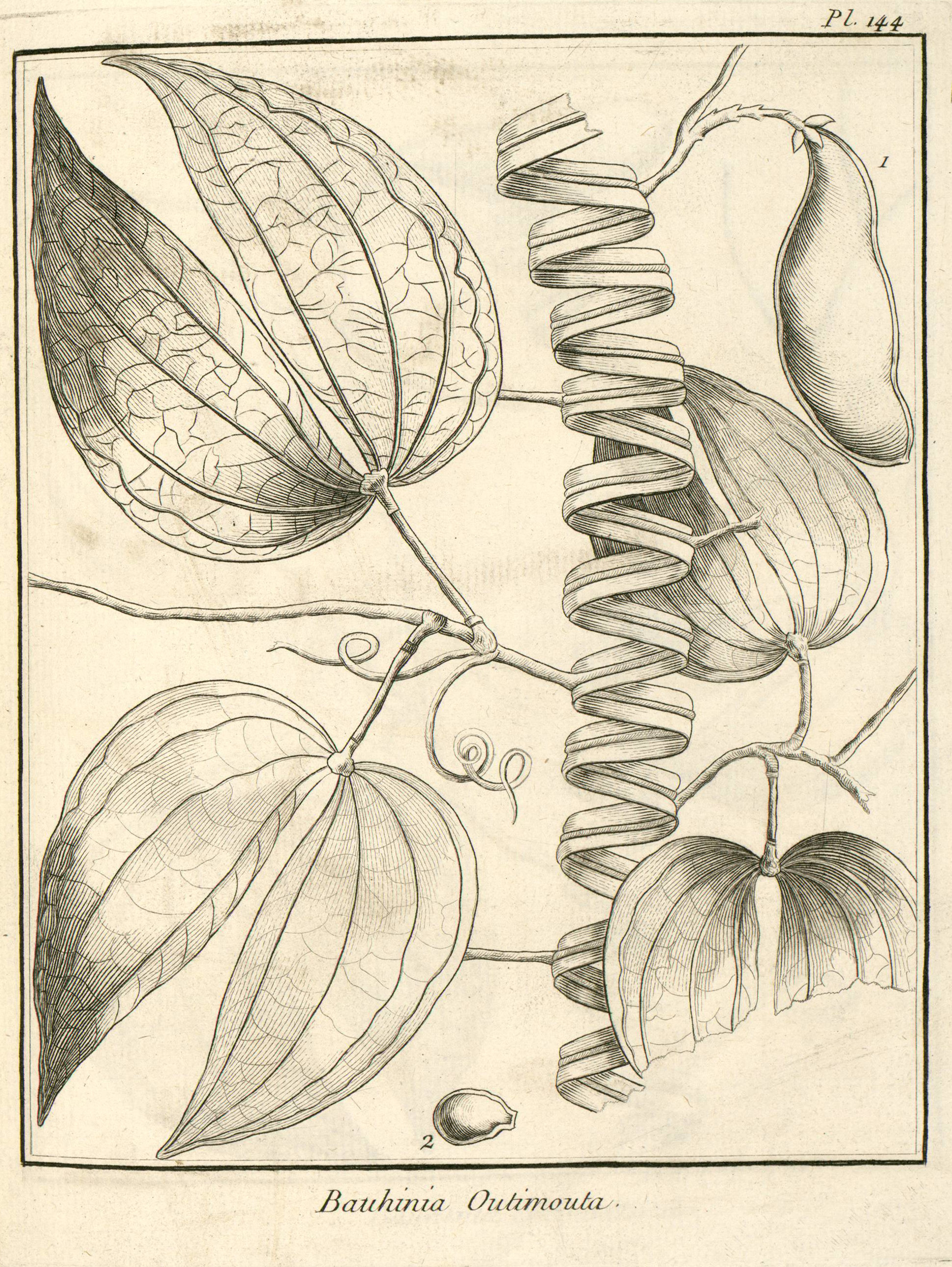
Schnella outimouta par Aublet (1775) - 1. Gouſſe. - 2. Semence.

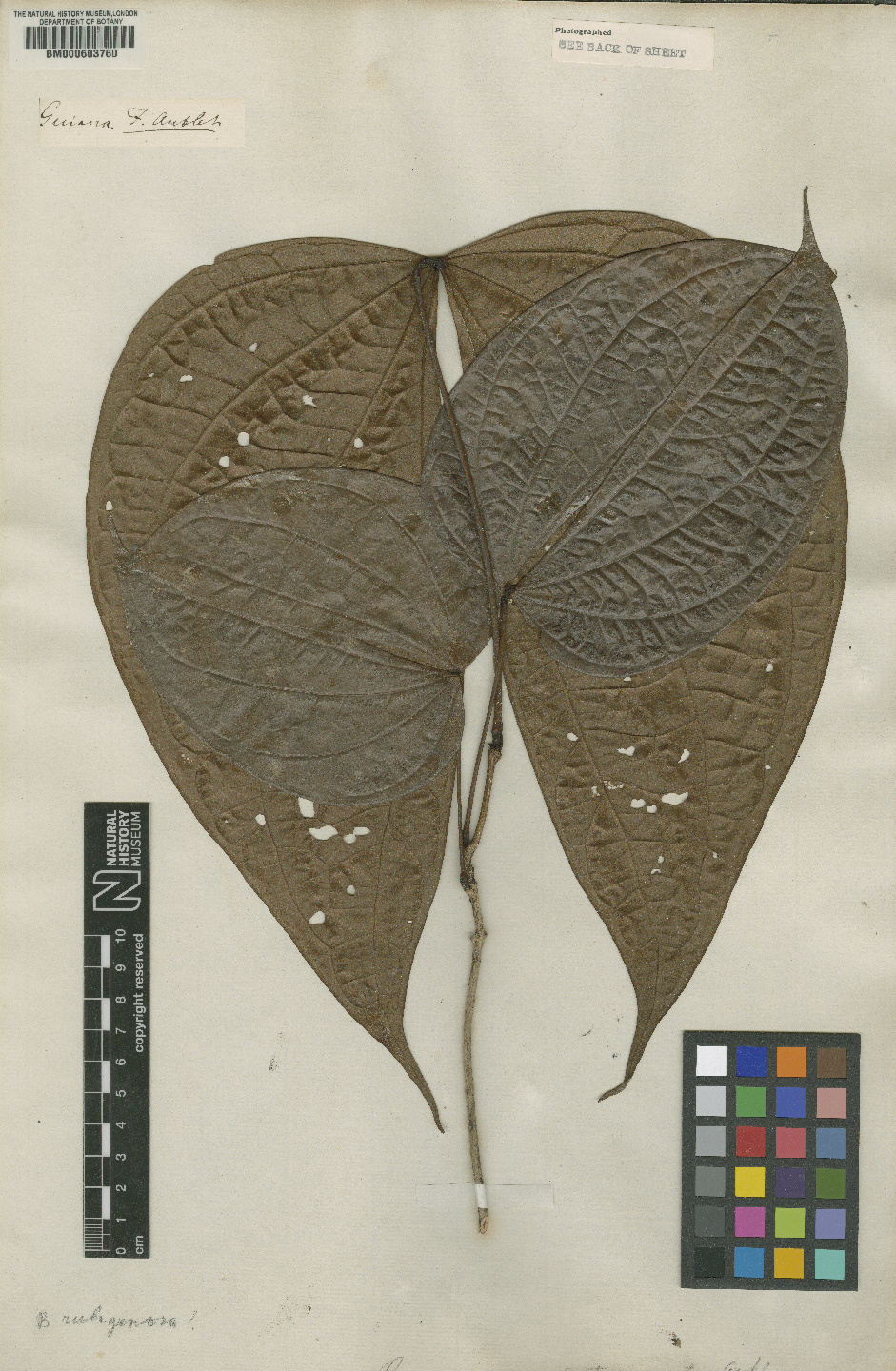
échantillon type Schnella outimouta collecté par Aublet en Guyane

En 1775, le botaniste Aublet a proposé le protologue suivant sous les noms de Schnella outimouta et Schnella trigona : 

« 1. BAUHINIA (Outimouta) caule cirrhifero, foliis cordiformibus, bipartitis, ſubtus aureis. (Tabula 144.)
Frutex caulibus craſſis, ſubrotundis, ſcandentibus, compreſſis ; tortuoſis, nodoſis, varie inflexis & divaricatis, coſtâ prominente utrinque iecundum longitudinem notntis, & per intervalla ramos & capreolos emittentibus ; ramusculis teretibus. Folia alterna, ampla, cordata, bipartita ad petiolum uſque, ſupernè glabra, rigida, virentia, infernè crocea, ſplendentia ; reticulata, areolis prominulis ; lobis ſingulis quadrinerviis ; petiolata, petiolo longo, internè craſſo, tubente, ſupernè complanato, rubro. Stipulæ binæ, exiguæ, deciduæ, infrà baſim petioli, quandoque capreoli duo ,circinati. Fructus racemoſi, axillares. Pericarpium : légumen compreſſum,oblongum, ferrugineum, uniloculare, bivalve. Semina duo aut tria, ſubovata> compreſſa, nitida.
Fructum ferebat Aprili, Maio & Junio.
Habitat in ſylvis Guianæ, ſcandens ſupra arbores etiam altiſſimas.
Nomen Caribæum YA-OUTI-MOUTA.

L'ATIMOUTA à feuille dorée. (PLANCHE 144.)
C’eſt un arbrisseau grimpant qui pouſſe des ſarments très longs; par leſquels il s'élève juſqu'au ſommet des plus grands arbres. Alors il jette une infinité de branches garnies de feuilles qui couvrent, pour ainſi dire, & cachent la tête de ces arbres. Son tronc au deſſus de la terre eſt applati, de la groſſeur de la jambe, convexe ſur ſes deux Faces avec une côte ronde, ſaillance dans le milieu de chaque face. l'écorce n'eſt pas diſtingué du bois ; elle eſt griſâtre ; le bois eſt dur, compacte, compoſé de fibres longitudinales très ſerrées ; le tronc, à meſure qu'il s'élève, diminue de groſſeur, & eſt tout courbé par ondes plus ou moins rapprochées. On apperçoit ſur le milieu des ondes, de diſtance en diſtance, une vrille longue, ligneuſe, rameuſe a ſon extrémité, qui s'accroche ſur l'écorce ou ſur les branches des arbres. Cette vrille naît de la côte ſaillante du tronc. De ce tronc ſortent alternativement des sarments très longs, minces, applatis, larges d'environ un pouce, ayant également comme le tronc une côte ſaillante dans leur milieu, & ſont courbes en ondes plus grandes, garnies auſſi de vrilles. lorſque ces ſarments ſont parvenus ſur le ſommet des arbres, ils pouſſent des rameaux qui ſortent de la nervure ſaillante. Ils ſont cylindriques, & ont des feuilles alternes, garnies à la baſe de leur pédicule de deux petites stipules qui tombent. Ces feuilles ſont compoſées de deux lobes ſéparés juſqu'au pédicule, leſquels lobes rapprochés préſentent la figure d'un cœur terminé en pointe ; chaque lobe à quatre nervures longitudinales ſaillantes en deſſous, & enfoncées en deſſus. La longueur de chaque lobe eſt d'un pied & plus, & la largeur eſt de quatre pouces a la partie la plus large. Ces lobes ſont a leur ſurface ſupérieure minces, fermés, verts, luiſants & comme boſſelés en plaques par les nervures intermédiaires ; en deſſous ils ſont d'un jaune dore : le pédicule qui les ſoutient, eſt cylindrique, long d'environ ſept pouces ; il eſt charnu, & rougeâtre à ſa baſe, & à ſon extrémité ſupérieure il eſt plus gros, plus charnu & plus rouge. On remarque auſſi une tache rouge au bas de chaque lobe. 
Je n'ai pas pu obſerver la fleur de cet arbriſſeau, ne l'ayant rencontré qu'en fruit. 
Ses fruits étoient ſur un pédoncule ligneux, branchu, & qui s'élève de l'aiſſelle d'une feuille: c'étoit des GOUSSES ligneuſes, coriaces, applaties, longues d'environ trois pouces ſur trois quarts de pouce & large vers leur extrémité ; elles contenoient une ou deux semences applaties. Ces gouſſes s'ouvrent dans toute leur longueur en deux coſſes rouſſâtres.
J'ai trouvé cet arbriſſeau dans les forêts de la Guiane, particulièrement dans celles d'Aroura & de la crique des Galibis, en allant à la rivière de Sinémari ; c’étoit dans les mois d'Avril, de Mai & de Juin. »

— Fusée-Aublet, 1775.

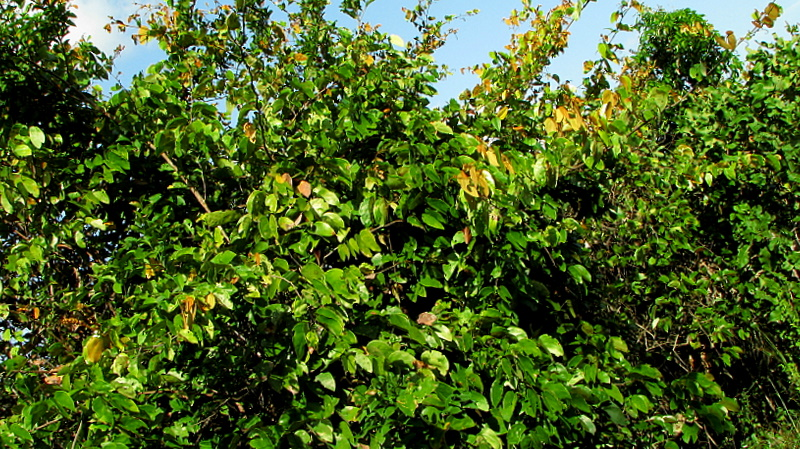
feuillage
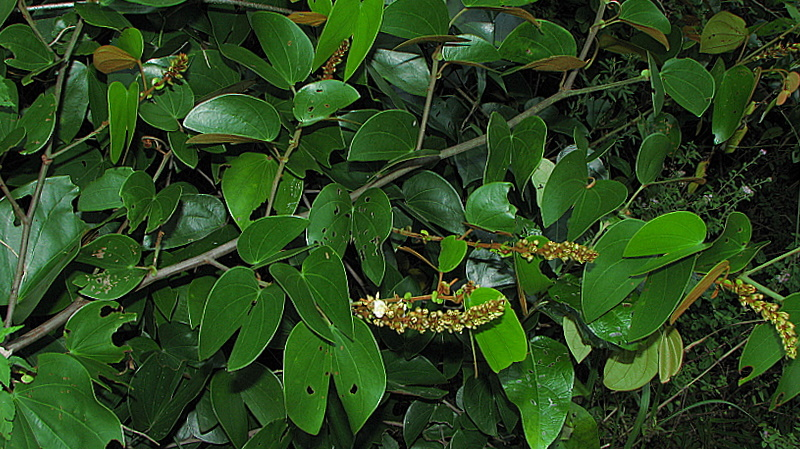
feuillage
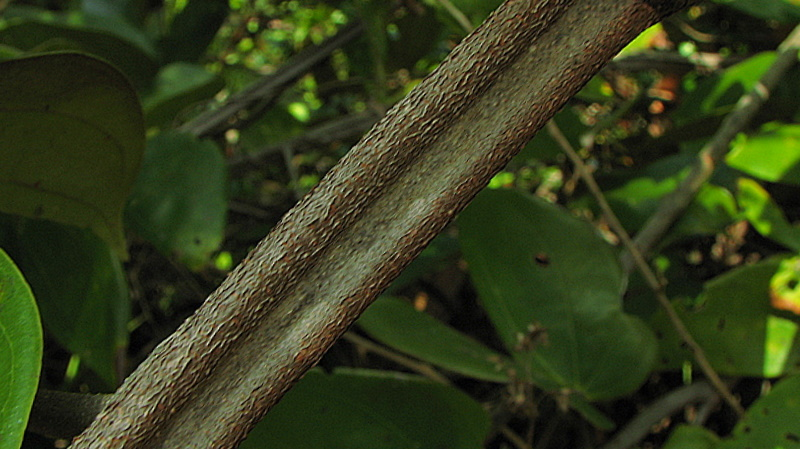
tige
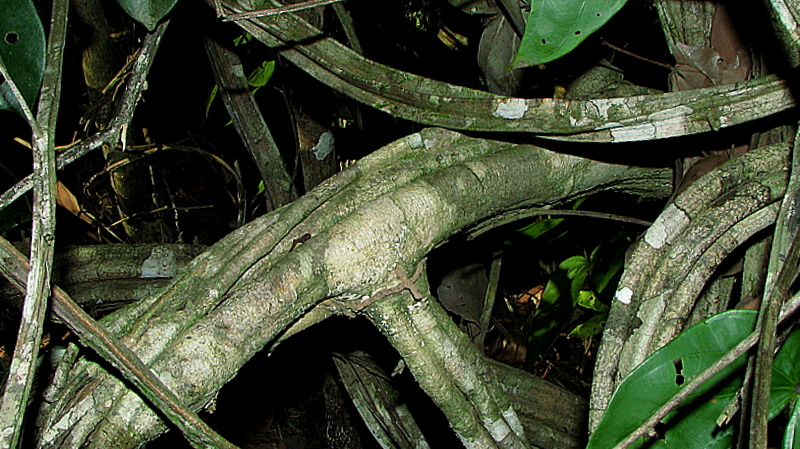
tige
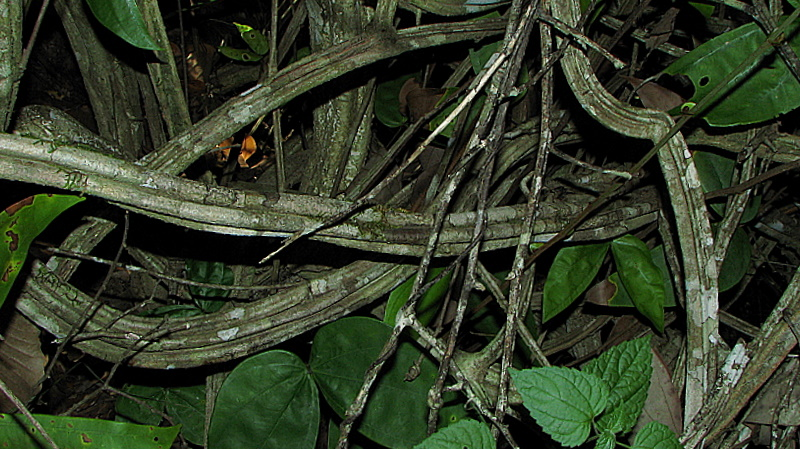
tige
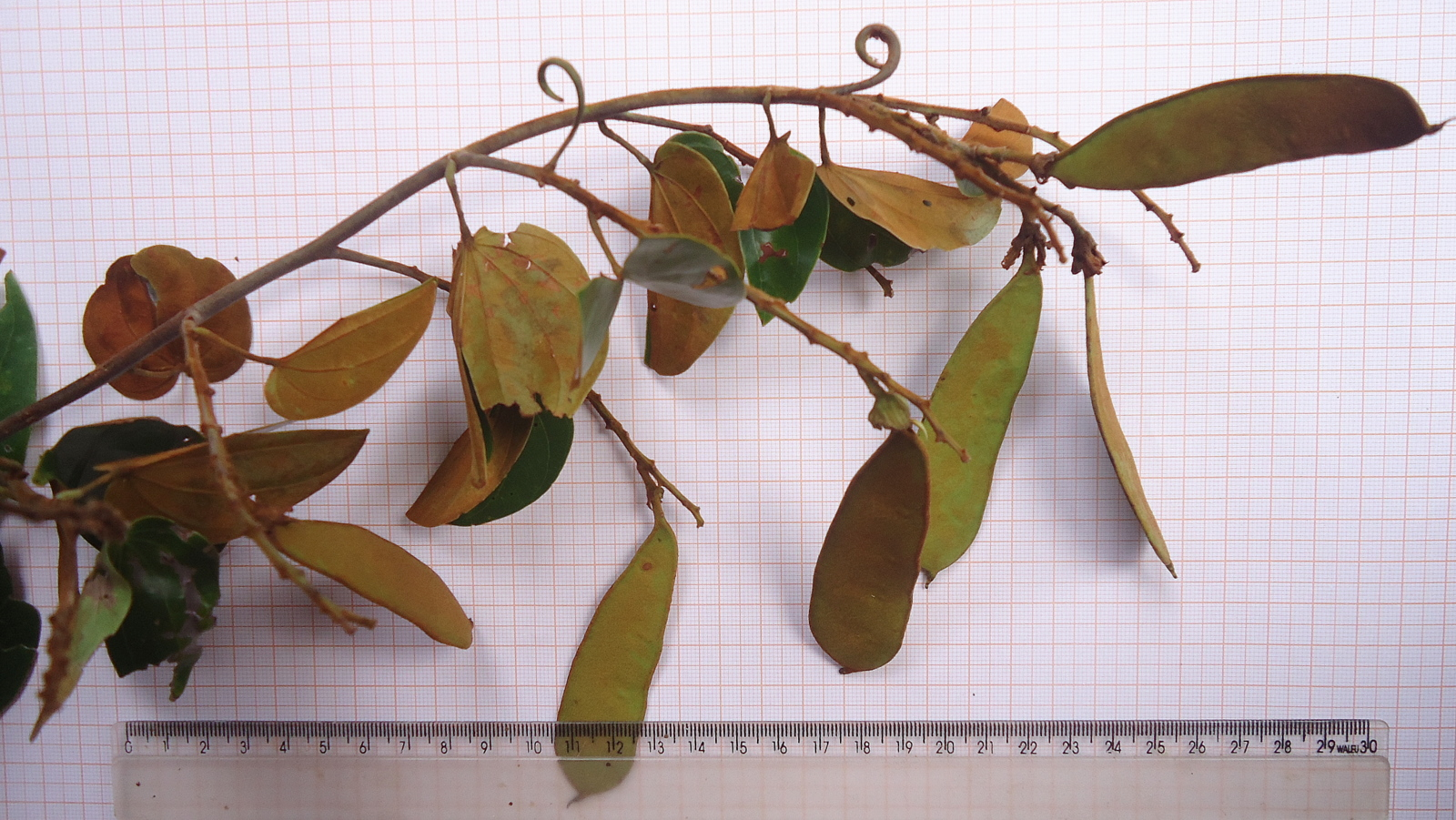
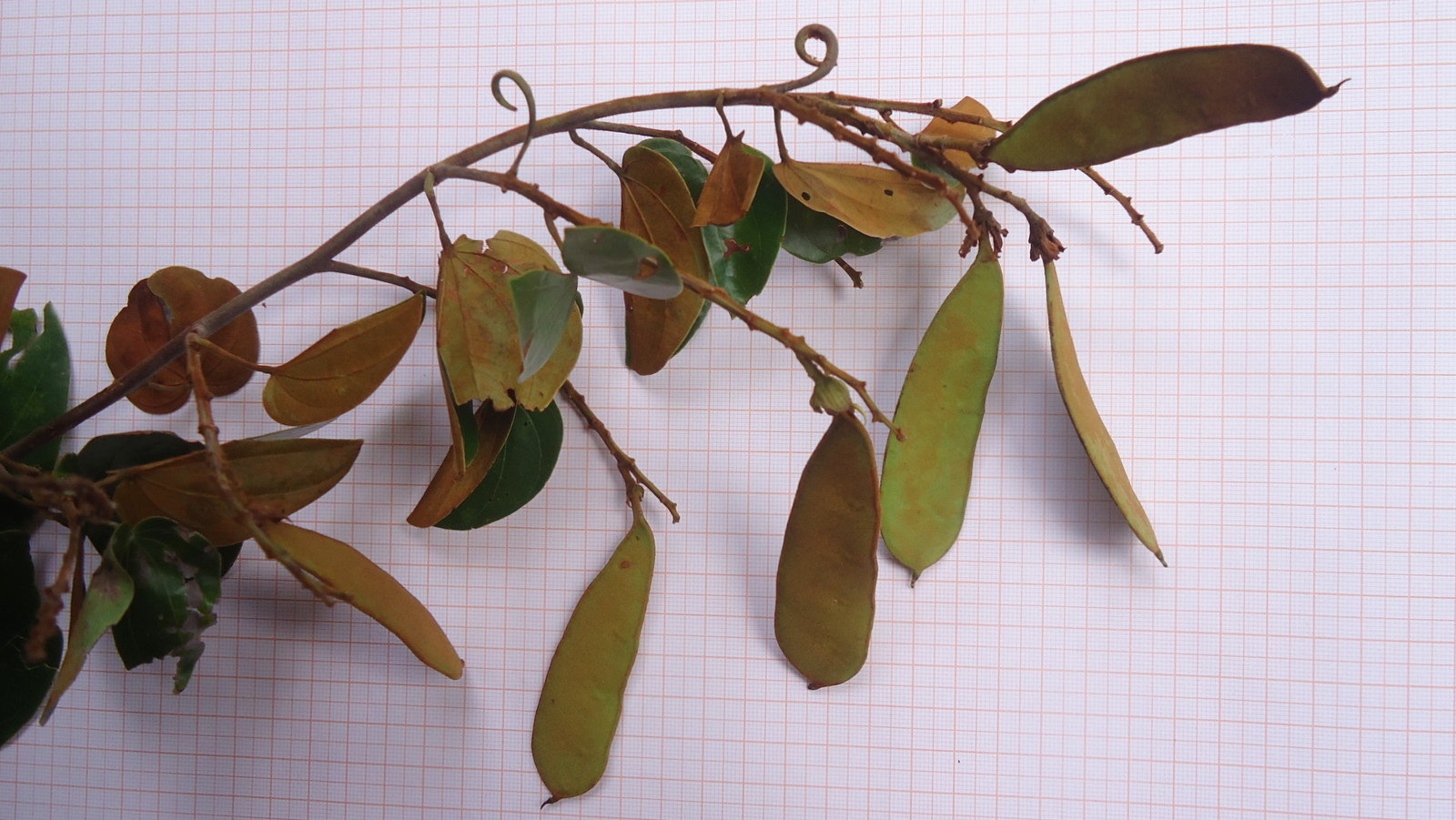
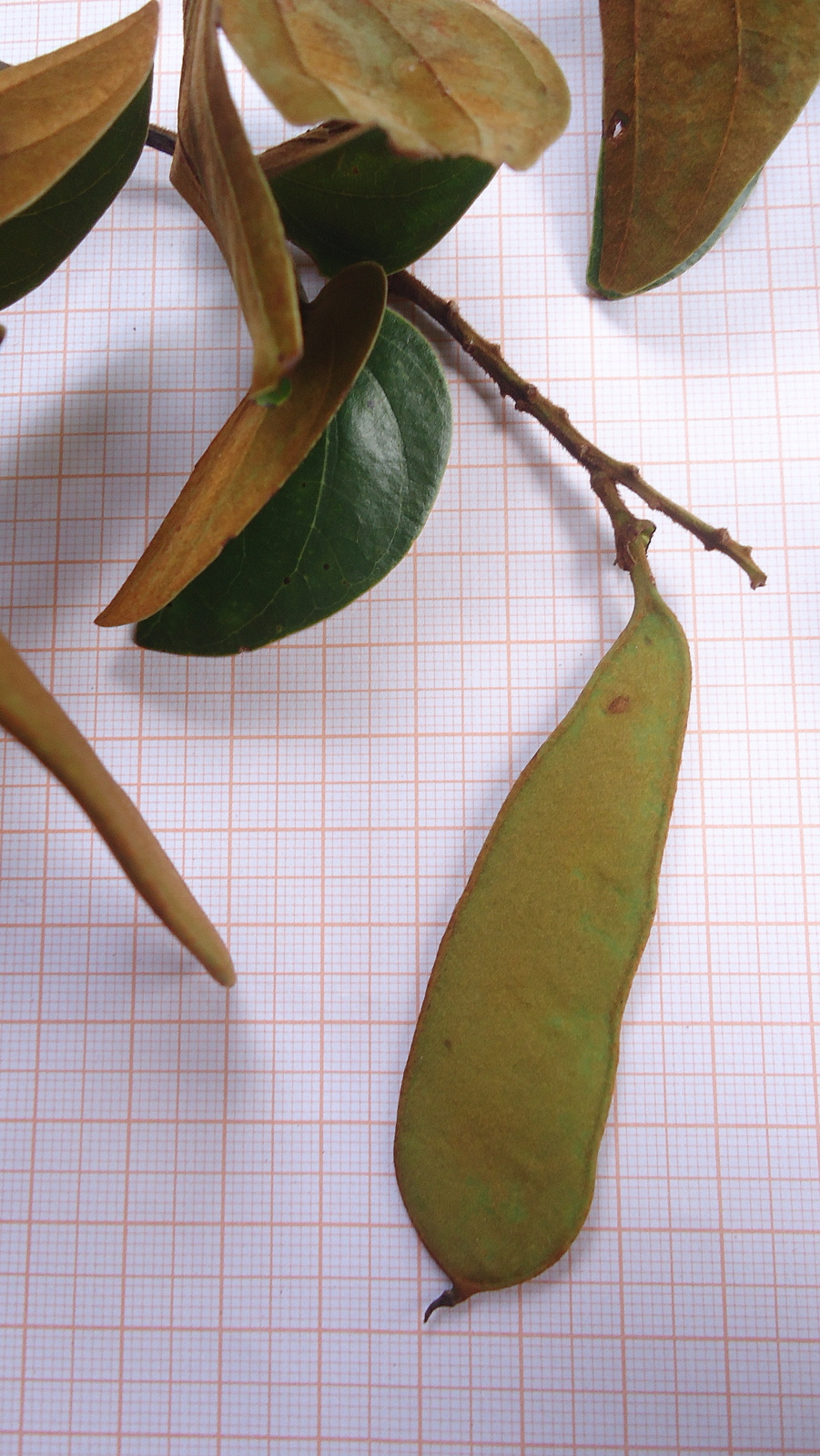
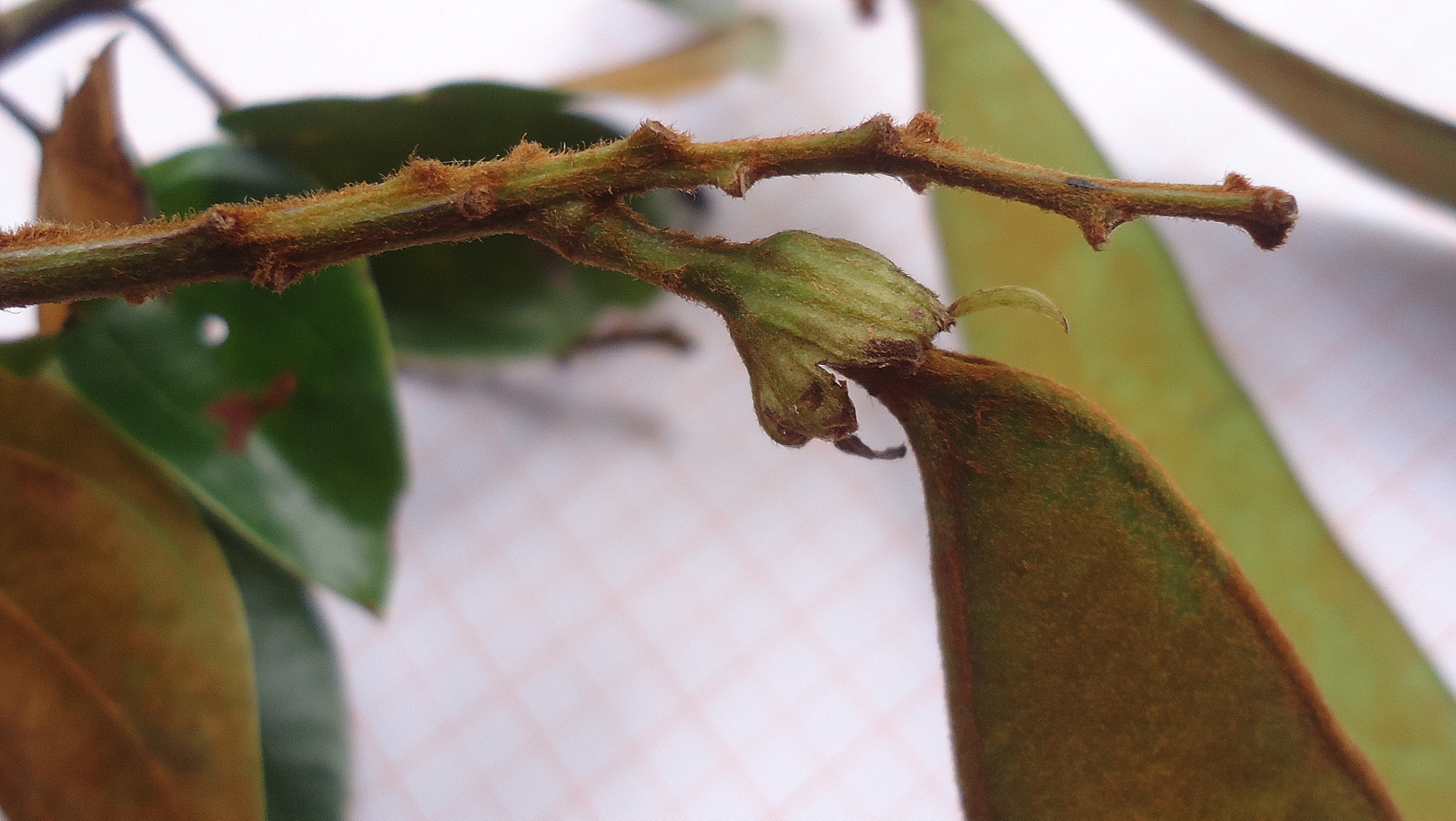
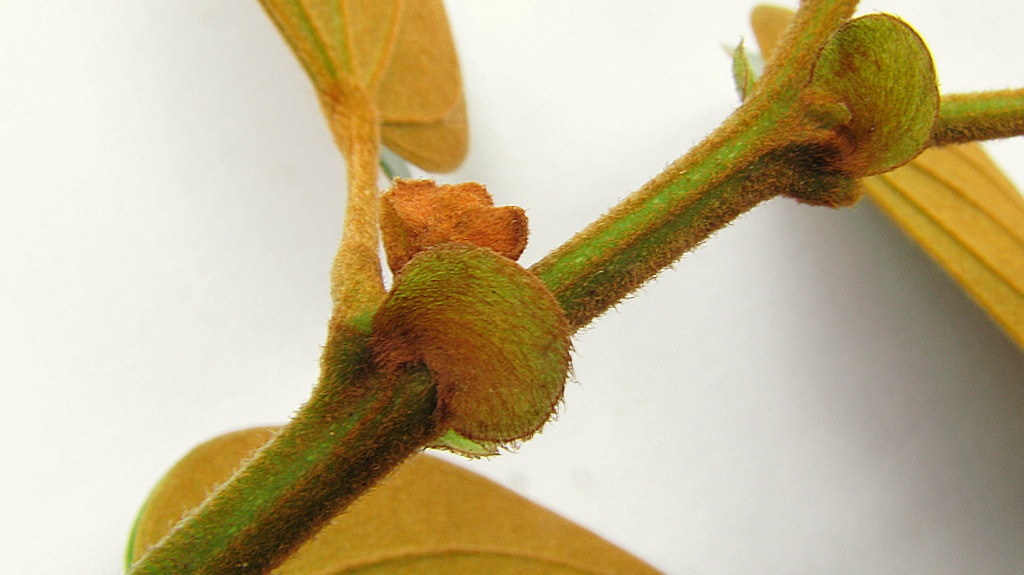
stipules
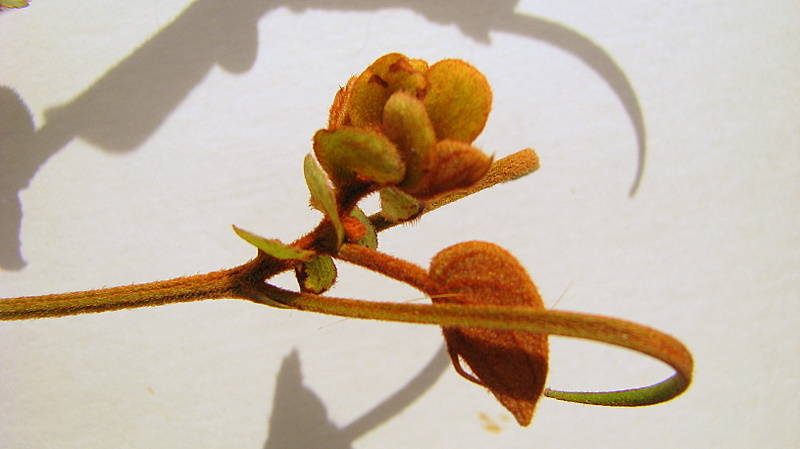
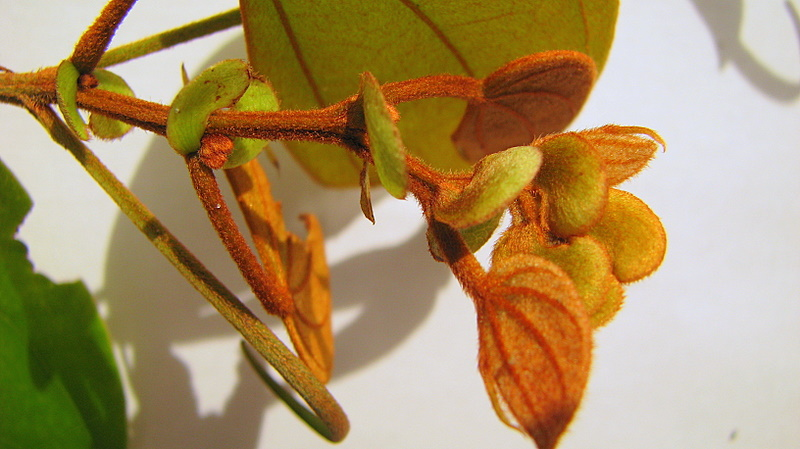
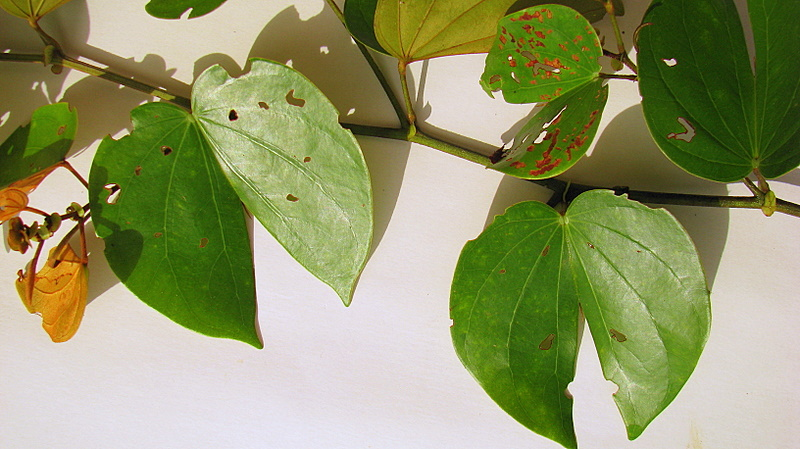
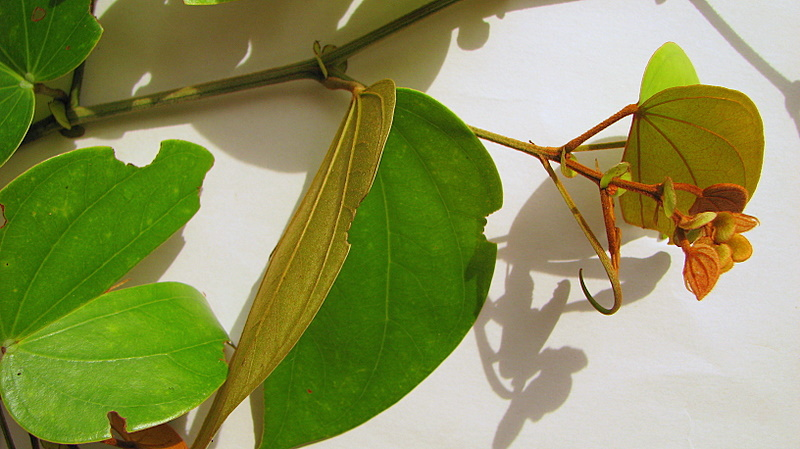
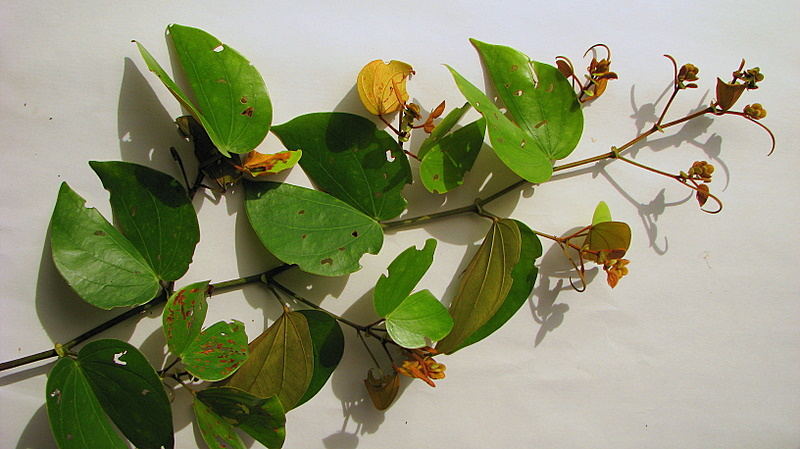
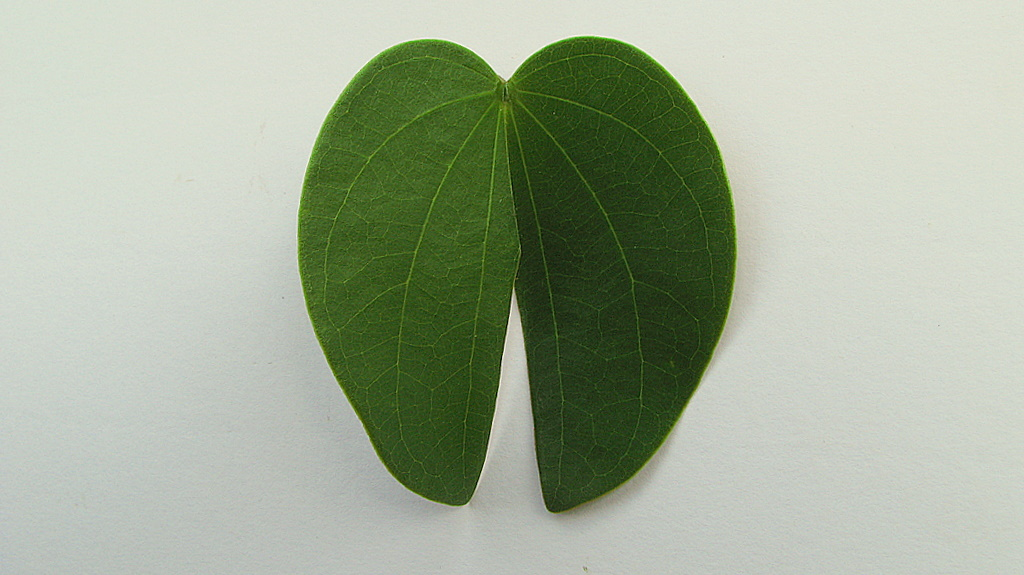
feuille
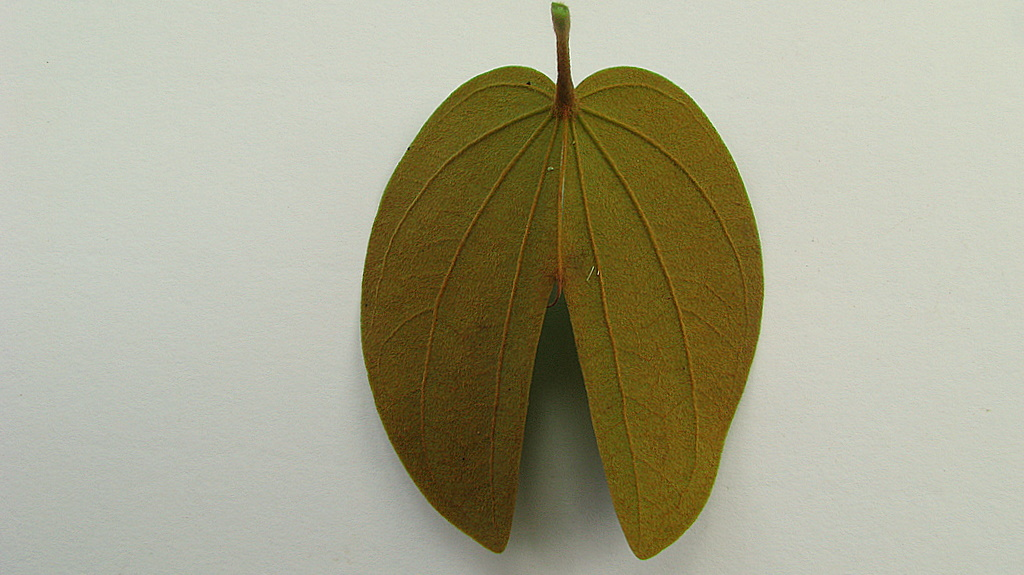
feuille
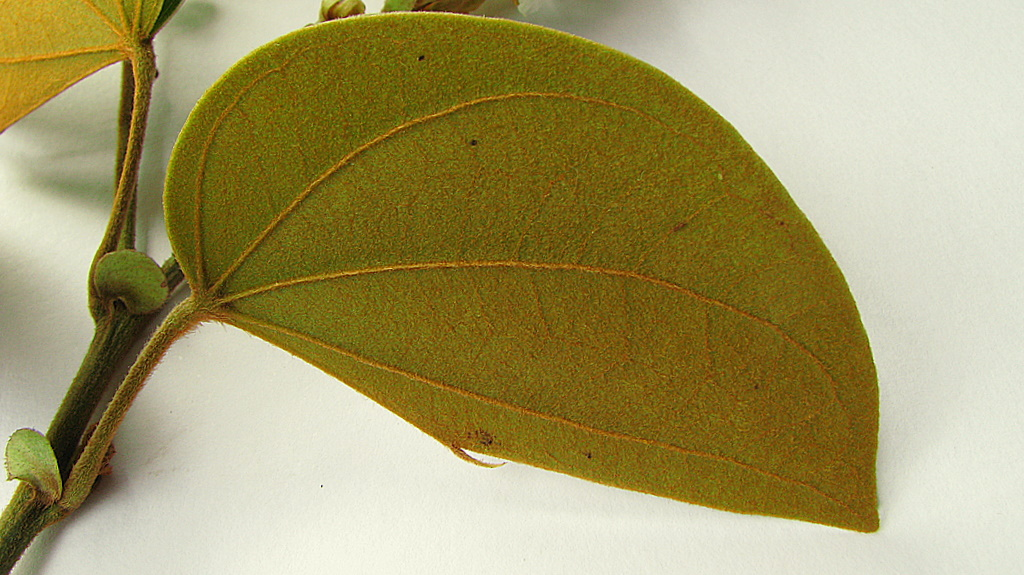
feuille
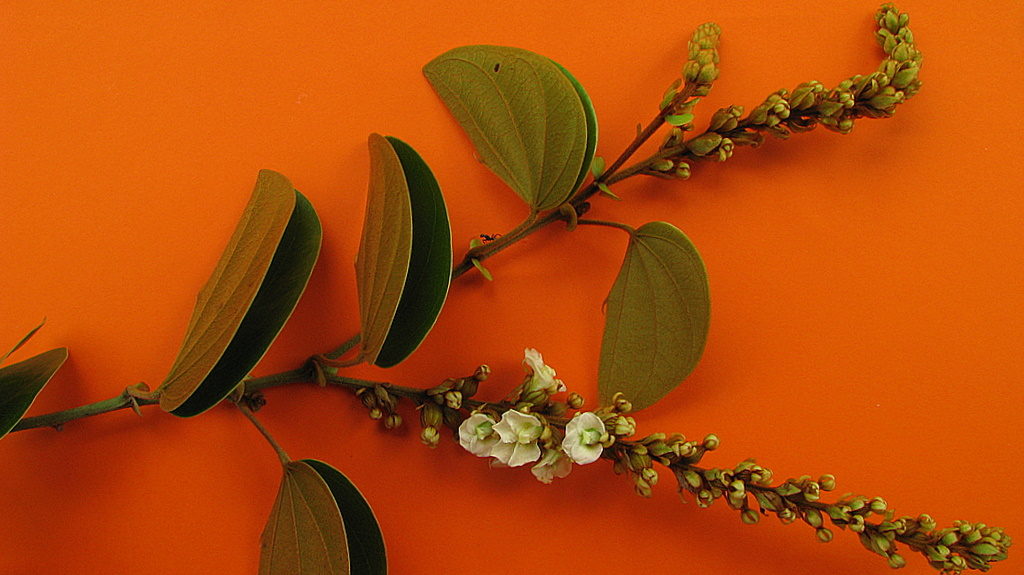
inflorescence
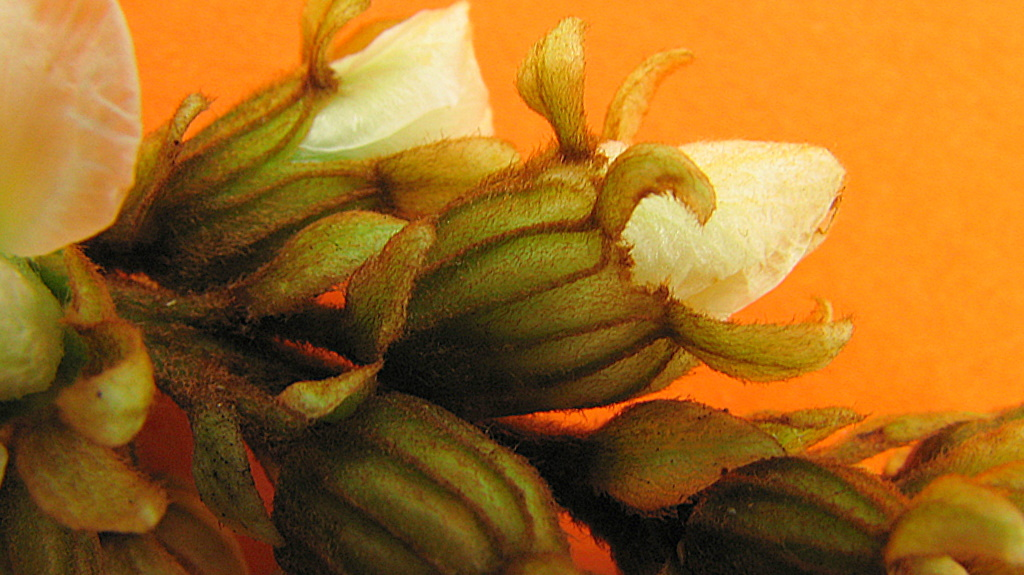
fleurs
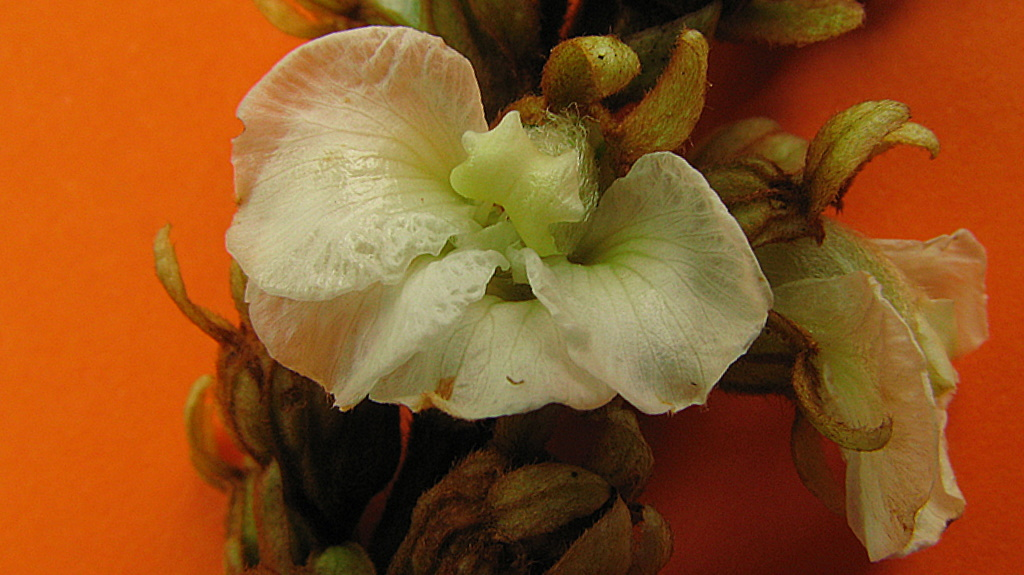
fleurs
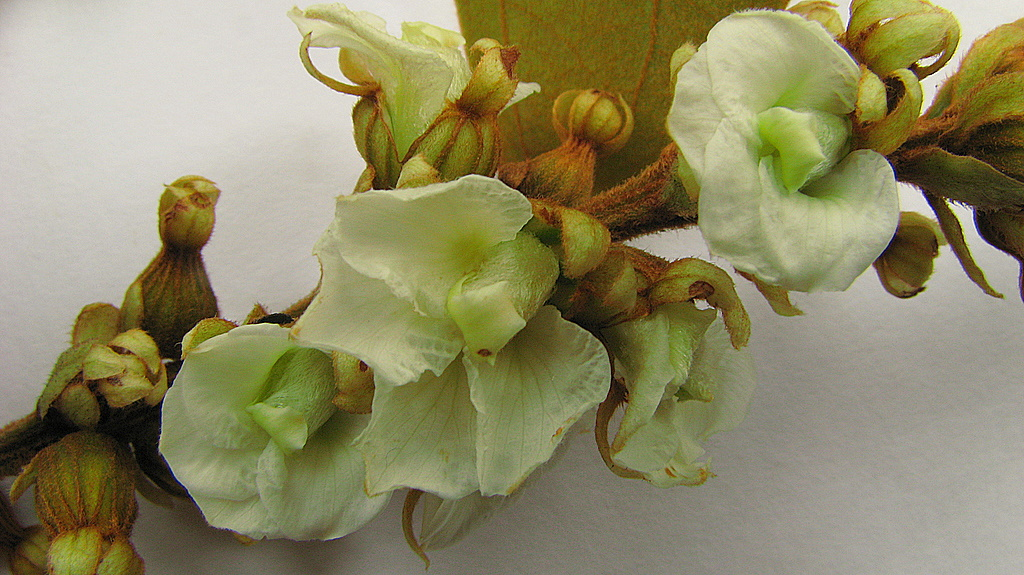
fleurs
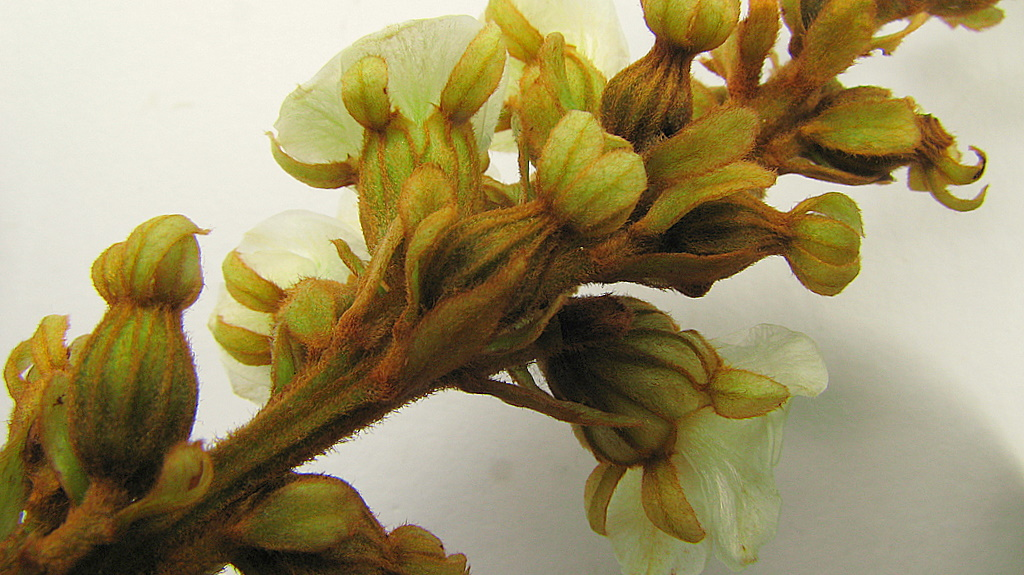
fleurs